# Supercalifragilisticexpialidocious
"Supercalifragilisticexpialidocious" är en 34 bokstäver lång sångtitel från 1964 års film Mary Poppins. Adjektivet är ett av de längsta orden i det engelska språket. Enligt bröderna Sherman skapades ordet som ett nonsensord då de var pojkar på ett sommarläger. I den svenska översättningen, skriven av Gösta Rybrant heter sången Superopti-mopsiskt-topp-i-pang-fenomenaliskt. Den svenska textningen av DVD-utgåvan från 2004, samt en dubbad version återger dock ordet som Superhärligfraggelistighäxlikhalledosen. Thore Skogman gjorde den svenska versionen på skiva. Även Yvonne Norrman gjorde en svensk insjungning.
Sången beskriver användandet av ordet som ett sätt att mirakulöst prata sig ur svåra situationer och till och med ett sätt att ändra sitt liv på. Sången framförs i filmens animerade sekvens där Mary Poppins besväras av reportrar efter att ha vunnit en hästkapplöpning. En av reportrarna hävdar att det inte kan finnas ord för hur hon känner sig men hon hävdar motsatsen och påbörjar sången om det ord hon kan använda.
Ordet själv har ett oklart ursprung då det gäller när ordet först användes. Richard Lederer har försökt sig på en förklaring i sin bok Crazy English: super- "över", cali- "skönhet", fragilistic- "delikat", expiali- "gottgöra", docious- "bildningsbar", och sammantaget skulle det därför betyda ungefär "Gottgör för extrem och delikat skönhet med att vara högst bildningsbar". Detta är ett perfekt ord för Mary Poppins att använda då hon tycker sig själv vara otroligt vacker men också extremt intelligent.

## Övrigt
- År 1965 låg sången till grunden för en misslyckad rättstvist av de två sångskrivarna Gloria Parker och Barney Young mot producenterna för Disneys film. De påstod att det var ett intrång på deras copyright på en sång från 1951 - "Supercalafajalistickespeealadojus". Sångskrivarna förlorade i rätten på grund av att vittnesutsagor framlades för att "varianter av ordet var kända och användes av dem flera år före 1949" och för att inga copyrights var registrerade hos copyright-myndigheten i Washington D.C.

- Enligt Robert B. Sherman, en av skaparna av sången, så var ordet mestadels konstruerat av dubbel-prat.

- Enligt sången "ordet kan uttalas baklänges, dociousaliexpilisticfragicalirupus". Mary Poppins som spelades av Julie Andrews sade att det var hennes dåvarande man, Tony Walton, som utformade baklängesversionen av ordet som hörs i slutet av sången. Noga räknat så är det dock endast stavelserna som har bytt plats och inte bokstäverna, med undantag av "rupus" som är någorlunda omvänt, felstavat och uttalat fel...

- Sången är rankad som #36 av det amerikanska filminstitutets lista på de 100 främsta sångerna i filmhistorien.